# Svěřenství
Svěřenství (neboli fideikomis, případně též rodinný fideikomis) je historický institut pozůstalostního řízení a jde o nezcizitelný majetkový soubor, jehož vlastnictví náleží všem čekatelům svěřenství, avšak držitelem je v konkrétním okamžiku vždy osoba určená posloupností stanovenou zakladatelem svěřenství a uvedená ve zřizovací listině (například nejstarší žijící potomek zakladatele svěřenství). Svěřenství tak bránilo zchudnutí, a tím i zániku rodu.

## Historický vývoj svěřenství

### Vznik svěřenství v římském právu
Svěřenství (fideikomis) vzniklo ve starověkém Římě vedle odkazů (legatum) jako jiný druh pořízení pro případ smrti. Zůstavitel se obracel na někoho, kdo měl získat něco, aby následně poskytl např. majetkový prospěch další osobě. Zjednodušeně pro to, aby získal pozůstalost, musí něco splnit.
Na rozdíl od odkazu, který byl přísně formální, šlo v původní variantě pouze o neformální požadavek, vymahatelný pouze morálně. Odtud název fideikomis (fidei = důvěra, víra / committo = svěřit). Rozdíl oproti legatu byl také ten, že osoba, která smrtí zůstavitele něco získala, nemusela být dědicem. U fideikomisu nebyla vyžadována žádná právně předepsaná forma nebo jazyk, kterým musel být napsán. Většinou byl požadavek vůči dědici sepsán v dopise – kodicilu, který ovšem nemusel navazovat na závěť – podle toho se rozděloval na testamentární a intestátní. Mohl být nařízen i ústně.
Obtížen fideikomisem nemusel být pouze testamentární dědic (dědic uveden v závěti), ale i intestátní (zákonný dědic). Právní závaznost dal fideikomisu císař Augustus, čímž se stal právně vymahatelným. Za císaře Claudia vznikl nový úřad (praetor fideicommissarius), tudíž se svěřenství stalo řádným právním institutem.

### Spojení fideikomis a legatum
Legatum a fideikomis se k sobě postupnými kroky přibližovaly. Theodosius II. nejdříve dovolil, aby legatum bylo psáno řecky, a aby fideikomis převzal určitou vnější úpravu. Úplné sloučení poté provedl císař Justinián dvěma zákony z let 529 n. l. a 531 n. l., kdy fakticky postavil legatum a fiedikomis na stejnou úroveň. Každý odkaz byl tedy považován zároveň za legatum i fideikomis. Neformální úprava fideikomisu byla upřednostňována.

### Pojem a druhy svěřenství v římském právu

#### Osoby zúčastněné ve svěřenství
- Heres fiduciarius – zůstavitel
- Fideicommissarius – obmyšlený
- Oneratus – obtížený[5]

#### Druhy svěřenství
- Univerzální svěřenství (fideicommissum hereditatis) – Možnost odkázat celý majetek nebo jeho část. V civilním právu bylo možné odkázat nejvýše polovinu pozůstalosti, s nástupem univerzálního fideikomisu bylo možné odkázat majetek celý.[6] Vzhledem k tomu, že fideikomis umožňoval obcházet principy dědického práva, kdy dědic získal pozůstalost jenom k tomu, aby ji někomu předal, ale zároveň byl zodpovědný za dluhy zůstavitele, vznikaly právní úpravy, které těmto situacím měly zabránit. První takový zákon byl Lex Falcidia (zavádí tzv. Falcidiánskou kvartu), kdy dědic musel získat alespoň 1/4 pozůstalosti. Tento zákon byl rozšířen senátním usnesením pegasianským z roku 74 n. l. (senatus consultum Pegasianum). V roce 56 n. l. vzniklo ještě senátní usnesení trebeliánské (senatus consultum Trebellianum), které říká, že žaloby vzniklé z dědictví by měly náležet obmyšlenému a měly by směřovat proti němu.[7]
- Rodinné svěřenství – Jedná se o nařízení, kdy dědictví vždy připadá členovi rodiny: buď všem nástupcům rodu nebo alespoň některým.[1] Institut rodinného svěřenství existoval ve formě majorátu (primogenitury) především mimo starověký Řím. Svěřenství bylo zřizováno zejména šlechtici k jejich rodovému majetku a mělo zajistit pokračování rodu. Takový majetek se tedy pouze dědil v předem dané posloupnosti, kterou ani zůstavitel nemohl změnit.[8]

### Svěřenství ve světě
Na území dnešního Španělska vznikla v 15. století základní myšlenka majorátu (primogenitury), která se vyvíjela nejspíše spojením úpravy práva panovnických dočasných darů, resp. výsluh Jindřicha II., (dary, které přijímala šlechta od panovníka mohli nově dědit i jejich potomci), a v římském právu obsaženým fideikomisem – svěřenským nástupnictvím. Starořímské svěřenské nástupnictví má s pozdějším svěřenstvím jistou podobu, nicméně nejedná se o jedno a to samé. Právně se ve Španělsku svěřenství (v tomto případě majorát) etablovalo v průběhu 16. století a postupně se tyto myšlenky vlivem španělské expanze dostaly nejdříve na Sicílii a do Neapolska, a dále se šířily do střední Evropy. Habsburský arcivévoda Karel II. Štýrský založil roku 1584 svěřenství, v němž vyhradil vládu svému prvorozenému potomkovi Ferdinandu II., později římskému císaři, který roku 1621 zavedl primogeniturní řád pro všechny své země. Účelem takového rodinného fideikomisu bylo zpravidla uchování celistvosti velkých majetků šlechtických rodů. Prvorozený tak dědil veškerý majetek a další potomci nedědili nic, zpravidla však měli nárok na důchod. Z tohoto dědického řízení většinou byly vyjmuty ženy, nemanželské děti, nekatolíci apod. Na sklonku 15. a 16. století vzniká tendence ke zvětšování a centralizaci šlechtického pozemkového hospodaření. V 18. století postupně vzniká vůči tomuto institutu, vlivem jeho hospodářských a společenských důsledků, kritika.

### Svěřenství v českých zemích
Institut rodinného svěřenství byl v českých zemích v 17. století převzat převážně ze zemí rakouských. Svěřenství kvetlo zejména za doby vlády Ferdinanda II., který se snažil zničit hospodářskou moc stavů a nekatolických náboženství konfiskacemi. Vznikaly tak poměrně velké majetkové soubory, pro jejichž upevnění byl institut svěřenství ideálním prostředkem. Snahy svěřenství omezovat nebo dokonce rušit přicházely až v 18. století v 60. a 80. letech za dob Marie Terezie a Josefa II. K úplnému zrušení svěřenství došlo v roce 1924 (zákon č. 179/1924 Sb.).

#### Příklady svěřenství v českých zemích
Na počátku 20. století existovalo 101 svěřenských statků v Čechách, 38 na Moravě a 10 ve Slezsku. Pro srovnání v Dolním Rakousku jich bylo 59 a v Horním 14.
| 1594        | Kostelec nad Černými lesy-Uhříněves                                                                       | Smiřičtí ze Smiřic              | Jaroslav I. Smiřický ze Smiřic (1513–1597)         | K panství Kostelec nad Černými lesy patřila tři městečka a 59 vesnic, k Uhříněvsi náleželo kromě městečka Uhříněves 28 vesnic. Součástí kosteleckého panství byly mimo jiné statky Stříbrná Skalice a Tuchoraz, součástí uhříněveského panství byl statek Koloděje. Fideikomis byl zřízen v roce 1594, do zemských desek byl zapsán v roce 1597.                                                                                        |
| 1606        | Valtice-Lednice                                                                                           | Lichtenštejnové                 | Karel z Lichtenštejna (1569–1627)                  | Smlouvu o nedělitelnosti kmenových rodových panství na jižní Moravě a zřízení svěřenství uzavřel kníže Karel z Lichtenštejna se svými bratry v roce 1606. Karlovi mladší bratři Maxmilián a Gundakar založili později další svěřenství na majetcích získaných v pobělohorských konfiskacích. |
| 1625        | Rychmburk-Rosice-Dačice                                                                                   | Berkové z Dubé                  | Lev Burian Berka z Dubé (1590–1626)                | |
| 1630        | Brtnice                                                                                                   | Collaltové                      | Rombald XIII. Collalto                             | Fideikomis byl zřízen Rombaldovou závětí v roce 1630, císařem byl schválen v roce 1631. Ke svěřenství patřily statky Rudolec a Černá |
| 1630        | Falknov                                                                                                   | Nosticové                       | Otto z Nostic (†1630)                              | K Falknovu (dnešní Sokolov) patřilo panství Jindřichovice, součástí fideikomisu byly také nemovitosti v Praze na Malé Straně |
| 1634        | Mikulov, Lipník nad Bečvou, Polná, Přibyslav, Dolní Kounice, Hranice, Dolní Kounice, Nové Město na Moravě | Ditrichštejnové                 | František z Ditrichštejna (1570–1636)              | Fideikomis zřídil moravský místodržitel kardinál František z Ditrichštejna, ke svěřenství kromě statků na Moravě patřila ještě panství v Dolním Rakousku a také nemovitosti v Brně, Olomouci, Jihlavě, Znojmě, Praze a Vídni. Dědicem se stal kardinálův synovec kníže Maxmilián z Ditrichštejna (1596–1655) |
| 1632        | Jindřichův Hradec-Žirovnice                                                                               | Slavatové z Chlumu a Košumberka | Lucie Otýlie z Hradce (1582–1633)                  | Lucie Otýlie z Hradce, provdaná za Viléma Slavatu jako univerzální dědička vymřelého rodu pánů z Hradce vytvořila ze svého rozsáhlého majetku dvě svěřenství. Svěřenství Jindřichův Hradec bylo určeno pro staršího syna Adama Pavla |
| 1632        | Telč-Stráž nad Nežárkou                                                                                   | Slavatové z Chlumu a Košumberka | Lucie Otýlie z Hradce                              | Druhý slavatovský fideikomis byl určen pro mladšího syna Jáchyma Oldřicha, již v následující generaci byly oba fideikomisy sloučeny ve vlastnictví jednoho dědice (Ferdinand Vilém Slavata) |
| 1633        | Smečno-Slaný                                                                                              | Martinicové                     | Jaroslav Bořita z Martinic (1582–1649)             | Fideikomis na kmenovém rodovém panství Martiniců ve Smečně byl zřízen v roce 1633. Později získané město Slaný bylo do svěřenství začleněno v roce 1647. |
| 1637 (1613) | Třebíč | Waldsteinové                    | Kateřina z Waldsteinu (1568–1638)                  | Seniorát (dědičná posloupnost vždy nejstaršího z rodu) ustanoven závětí z 6. února 1637. Kateřina zdědila Třebíč v roce 1613 po svém prvním manželovi Smilu Osovském z Doubravice, v roce 1628 z důvodu náboženské emigrace postoupila panství bratru Adamovi mladšímu z Waldsteinu. |
| 1643        | Strážnice                                                                                                 | Magnisové                       | František Magnis (1598–1652)                       | |
| 1645        | Pernštejn, Bludov, Stráž pod Ralskem                                                                      | Liechtenstein-Castelcornové     | Kryštof Pavel Liechtenstein-Castelcorn (†1648)     | Po prodeji zadlužených moravských panství byl statut fideikomisu přenesen v roce 1709 na panství Telč zděděném po vymřelém rodu Slavatů. |
| 1645        | Fulnek | Bruntálští z Vrbna              | Václav Bruntálský z Vrbna (1589–1649)              | |
| 1650        | Horšovský Týn                                                                                             | Trauttmansdorffové              | Maxmilián z Trauttmansdorffu (1584–1650)           | |
| 1650        | Litomyšl                                                                                                  | Trauttmansdorffové              | Maxmilián z Trauttmansdorffu (1584–1650)           | |
| 1650        | Petrohrad-Krásný Dvůr                                                                                     | Černínové z Chudenic            | Heřman Černín z Chudenic (1579–1651)               | |
| 1656        | Náchod-Ratibořice                                                                                         | Piccolominiové                  | Ottavio Piccolomini (1599–1656)                    | |
| 1657        | Opočno | Colloredové                     | Rudolf Colloredo (1585–1657)                       | Primogeniturně děděný fideikomis vznikl Rudolfovou závětí a tvořilo ho panství Opočno, statek Dolní Počernice, deskové domy se zahradami a vinicemi na Malé Straně, kapitál ve výši 85 tisíc zlatých. |
| 1661        | Mníšek pod Brdy                                                                                           | Engelové z Engelsflussu         | Servác Engel z Engelsflussu (1605–1674)            | |
| 1662        | Nové Město nad Metují                                                                                     | Lesliové                        | Walter Leslie (1605–1667)                          | |
| 1663        | Nové Hrady, Rožmberk, Libějovice                                                                          | Buquoyové                       | Karel Albert Buquoy (1607–1663)                    | |
| 1666        | Náměšť nad Oslavou, Rosice, Troubsko                                                                      | Verdenberkové                   | Jan Ferdinand z Verdenberka (1616–1666)            | Jan Ferdinand z Verdenberka měl jen dcery a závětí z 16. 3. 1666 vytvořil majorátní fideikomis pro svého bratrance Alexandra (1620–1672) a jeho potomstvo |
| 1667        | Duchcov – Horní Litvínov                                                                                  | Waldsteinové                    | Jan Bedřich z Waldsteinu (1642–1694)               | Jan Bedřich byl pražským arcibiskupem (1675–1694), dědil po něm jeho prasynovec Jan Josef z Waldsteinu (1684–1731). |
| 1671        | Klášterec nad Ohří, Žehušice, Pětipsy, Felixburg, Benešov nad Ploučnicí, paláce v Tridentu a v Praze      | Thun-Hohensteinové              | Michael Osvald Thun-Hohenstein (1631–1694)         | K rozdělení rozsáhlého majetku Thun-Hohensteinů a založení dvou fideikomisů došlo dohodou bratrů v roce 1671. Michael Osvald zemřel bez mužského potomstva, pro jeho dcery byla z fideikomisu vyloučena alodiální panství Ledeč nad Sázavou a Svojšice. |
| 1671        | Děčín, Jílové, Podmokly                                                                                   | Thun-Hohensteinové              | Maxmilián Thun-Hohenstein (1638–1701)              | Maxmilián v roce 1694 zdědil i fideikomis Klášterec nad Ohří po starším bratru Michaelu Osvaldovi. |
| 1672        | Kopidlno, Staré Hrady, Veliš                                                                              | Šlikové                         | František Arnošt Šlik (1623–1675)                  | Zřízení fideikomisu bylo povoleno císařem v roce 1661, fakticky byl založen až závětí Františka Arnošta Šlika z roku 1672. |
| 1677        | Vrchlabí-Lomnice nad Popelkou                                                                             | Morzinové                       | Pavel z Morzinu (1604–1688)                        | Zřízení fideikomisu bylo povoleno císařem v roce 1665, do zemských desek byl zapsán v roce 1677. |
| 1677        | Roudnice nad Labem, Vysoký Chlumec, Nelahozeves, Jistebnice, Lobkovice, dva paláce v Praze                | Lobkovicové                     | Václav Eusebius z Lobkovic (1609–1677)             | |
| 1681        | Tachov, Vintířov, Štěkeň                                                                                  | Losyové z Losinthalu            | Jan Antonín Losy z Losinthalu (1600–1682)          | |
| 1685        | Třeboň, Hluboká nad Vltavou                                                                               | Schwarzenbergové                | Ferdinand Vilém ze Schwarzenbergu (1652–1703)      | Zřízení fideikomisu bylo povoleno císařem v roce 1676, fakticky byl založen v roce 1685, kdy kníže Ferdinand Vilém přebíral dědictví po otci Janu Adolfovi. |
| 1688        | 138 500 zlatých                                                                                           | Krakovští z Kolovrat            | Vilém Albrecht Krakovský z Kolovrat (1600–1688)    | Jednalo se o první peněžní fideikomis v českých zemích, byl určen pro staršího syna Viléma Albrechta Krakovského, Jana Františka Krakovského z Kolovrat (1649–1723) a jeho potomstvo. Jan František kromě toho vlastnil několik alodiálních panství. |
| 1688        | Týnec, Běšiny, Dešenice                                                                                   | Krakovští z Kolovrat            | Vilém Albrecht Krakovský z Kolovrat (1600–1688)    | Druhý fideikomis založený na pozemkovém vlastnictví v západních Čechách zřídil Vilém Albrecht Krakovský pro mladšího syna Maxmiliána Norberta (1660–1721) a jeho potomstvo. Císařský souhlas se zřízením fideikomisu je datován již k roku 1681, fakticky byl založen závětí Viléma Albrechta z roku 1688. |
| 1690        | Košátky, Přimda, Velké Dvorce                                                                             | Novohradští z Kolovrat          | Jan Václav Novohradský z Kolovrat (1638–1690)      | Zřízení fideikomisu bylo povoleno císařem již v roce 1673, fakticky byl založen závětí Jana Václava Novohradského z Kolovrat v roce 1690. |
| 1690        | Milotice-Nový Světlov                                                                                     | Serényiové                      | Jan Karel Serényi (1646–1691)                      | |
| 1696        | Kynžvart                                                                                                  | Metternichové                   | Filip Emerich z Metternichu (1628–1698)            | Zřízeno závětí pro mladšího syna Filipa Karla († 1709). Protože však zemřel bez mužských potomků, zdědil fideikomisní panství starší syn František Ferdinand († 1719), pro kterého byly původně určeny německé majetky. Císař Leopold I. ustanovení potvrdil v roce 1697. |
| 1697        | Jilemnice, Horní Branná, Stěžery                                                                          | Harrachové                      | Ferdinand Bonaventura z Harrachu (1637–1706)       | Fideikomis byl zřízen s císařským souhlasem v roce 1697, až později k němu bylo připojeno panství Jilemnice zakoupené v roce 1701. |
| 1697        | Rychnov nad Kněžnou, Borohrádek, Černíkovice                                                              | Libštejnští z Kolovrat          | František Karel Libštejnský z Kolovrat (1620–1700) | Zřízení fideikomisu bylo povoleno císařem již v roce 1671, fakticky byl založen až závětí Františka Karla Libštejnského z Kolovrat v roce 1697. |
| 1701        | Zásmuky-Častolovice, palác v Praze                                                                        | Šternberkové                    | Adolf Vratislav ze Šternberka (1627–1703)          | |
| 1705        | Slavkov, Uherský Brod, Bánov, Velký Ořechov, dva paláce v Brně                                            | Kounicové                       | Dominik Ondřej z Kounic (1654–1705)                | Fideikomis byl zřízen jako součást rodinné smlouvy mezi moravskou a českou větví Kouniců o vzájemných dědických nárocích v případě vymření jedné z linií. |
| 1706        | Jince, Malešice, později (1714) místo Malešic Dírná a Zálší.                                              | Wratislavové z Mitrowicz        | Jan Václav Wratislav z Mitrowicz (1670–1712)       | Fideikomis byl zřízen závětí. Souhlas císaře Karla VI. získal nedlouho před svou smrtí v roce 1712. |
| 1707        | Zelená Hora, Zadní Ovenec, zámek Troja, palác v Praze                                                     | Šternberkové                    | Václav Vojtěch ze Šternberka (1641–1708)           | Zřízení fideikomisu bylo povoleno císařem v roce 1678, fakticky byl založen až závětí Václava Vojtěcha ze Šternberka ze 7. 9. 1707. Neměl mužské potomstvo a dědicem svěřenství se stal František Leopold ze Šternberka. Kvůli vysokému zadlužení byl fideikomis zrušen s císařským svolením v roce 1722 a jeho větší části rozprodány (Zelená Hora, zámek Troja). Nový fideikomis s připojeným panstvím Žirovnice založen v roce 1731. |
| 1711        | Česká Lípa, Nový Zámek, Houska, palác v Praze                                                             | Kounicové                       | Jan Vilém z Kounic (1656–1721)                     | Fideikomis byl zřízen na základě rodinné smlouvy mezi moravskou a českou větví Kouniců o vzájemných dědických nárocích v případě vymření jedné z linií. |
| 1712        | Rabí, Žichovice, Žihobce                                                                                  | Lambergové                      | Jan Filip z Lambergu (1651–1712)                   | Jan Filip Lamberg byl vysokým církevním hodnostářem (biskup v Pasově) a neměl potomstvo. Ze svých statků zakoupených v Pošumaví vytvořil s císařským svolením fideikomis ohodnocený sumou čtvrt miliónu zlatých. Jeho dědicem byl kníže František Antonín z Lambergu. |
| 1712        | Votice, Vrchotovy Janovice, Olbramovice, Neznašov                                                         | Vrtbové                         | Ferdinand František z Vrtby (1636–1712)            | |
| 1715        | Chlumec nad Cidlinou, dva paláce v Praze, palác ve Vídni                                                  | Kinští                          | Václav Norbert Oktavián Kinský (1642–1719)         | Václav Norbert Kinský dědictvím a nákupy vytvořil bohaté majetkové zázemí v různých částech Čech pro své početné potomstvo ze dvou manželství. Kvůli sporům v rodině několikrát změnil svou závěť. Fideikomis na Chlumci byl zřízen s císařským svolením datovaným již k roku 1706, jeho dědicem se stal Václavův druhorozený syn František Ferdinand Kinský.                                                                           |
| 1720        | Mladá Vožice                                                                                              | Küenburgové                     | František Ferdinand Khünburg (1649–1731)           | František Ferdinand Khünburg byl vysokým církevním hodnostářem (arcibiskup v Praze) a neměl potomstvo. Mladou Vožici koupil v roce 1678 a již v roce 1683 získal císařský souhlas ke zřízení fideikomisu. Svěřenství bylo zakomponováno do jeho závěti z roku 1720. Dědicem byl prasynovec František Josef (1714–1793). |
| 1731        | Žirovnice, palác v Praze, 130 000 zlatých                                                                 | Šternberkové                    | František Leopold ze Šternberka (1680–1745)        | Svěřenství zřízeno na části dědictví Václava Vojtěcha ze Šternberka a jeho předchozího fideikomisu zrušeného v roce 1722 (viz výše). |

## Svěřenství v českém občanském zákoníku
Po zrušení institutu svěřenství v roce 1924 se v Československu tento institut zákonně přeměnil na institut dědického práva, a to svěřenské nástupnictví (fideikomisální substituci), které je nyní upraveno v § 1512 až § 1524 občanského zákoníku z roku 2012. Před druhou světovou válkou a v době komunismu v ČSR se dědické právo upravilo ještě několikrát (v letech 1937, 1950, 1964) a principy svěřenského nástupnictví s ním. V občanském zákoníku z roku 2012 byl s účinností od roku 2014 také nově vytvořen institut svěřenských fondů (§ 1448 až § 1474), který je v mnohém institutu svěřenství podobný, nikoliv však totožný. Podobnost těchto institutů se svěřenstvím spočívá například v tom, že vůle zůstavitele může ovlivnit dědictví dále do budoucnosti, tzn. pro více generací dědiců.